# Elbergen

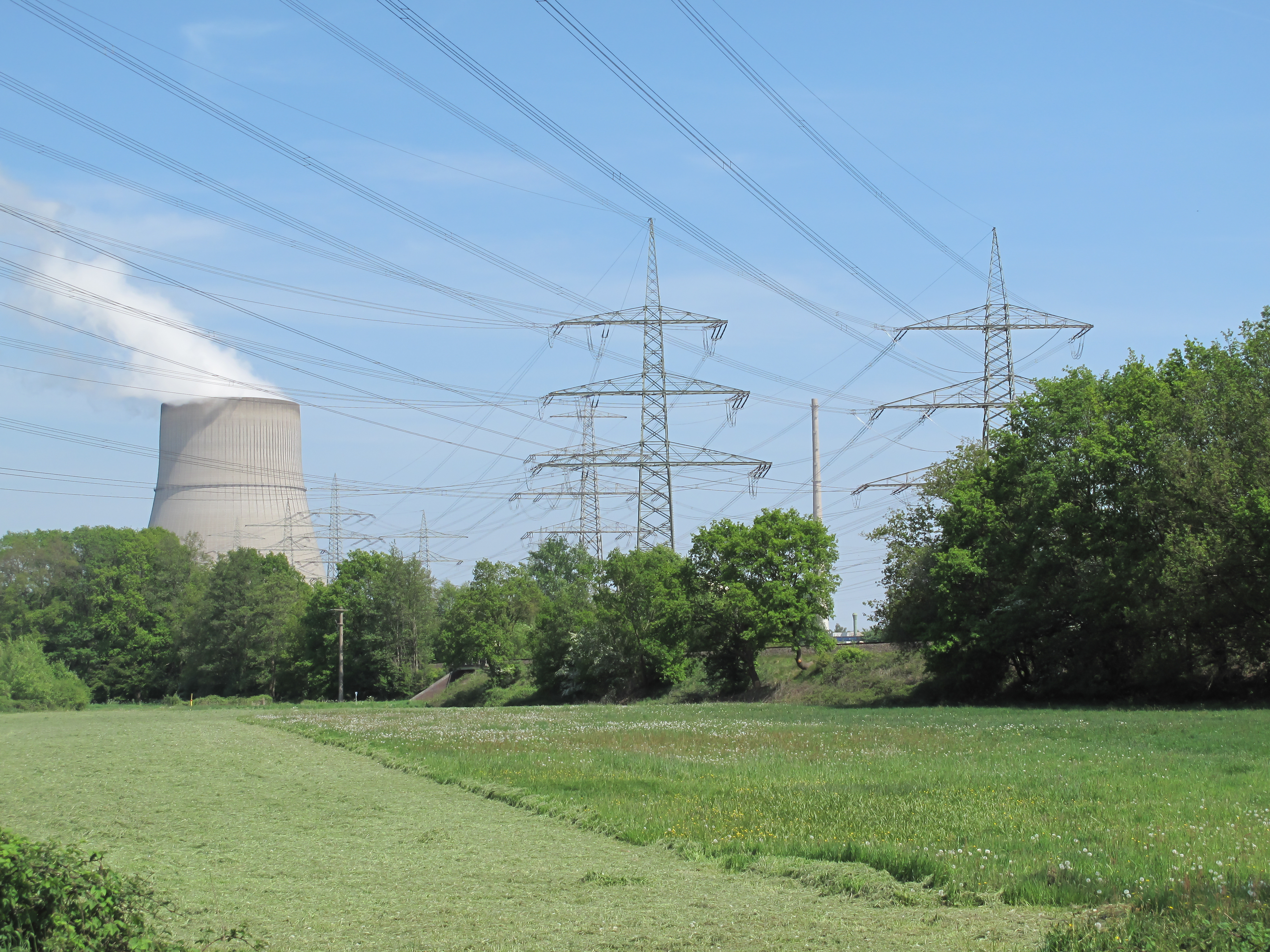
Elbergen, koeltoren energiecentrale

Elbergen is een plaats in de Duitse gemeente Emsbüren, deelstaat Nedersaksen, en telt 555 inwoners (2006).